# Cartas de los indios Camarão

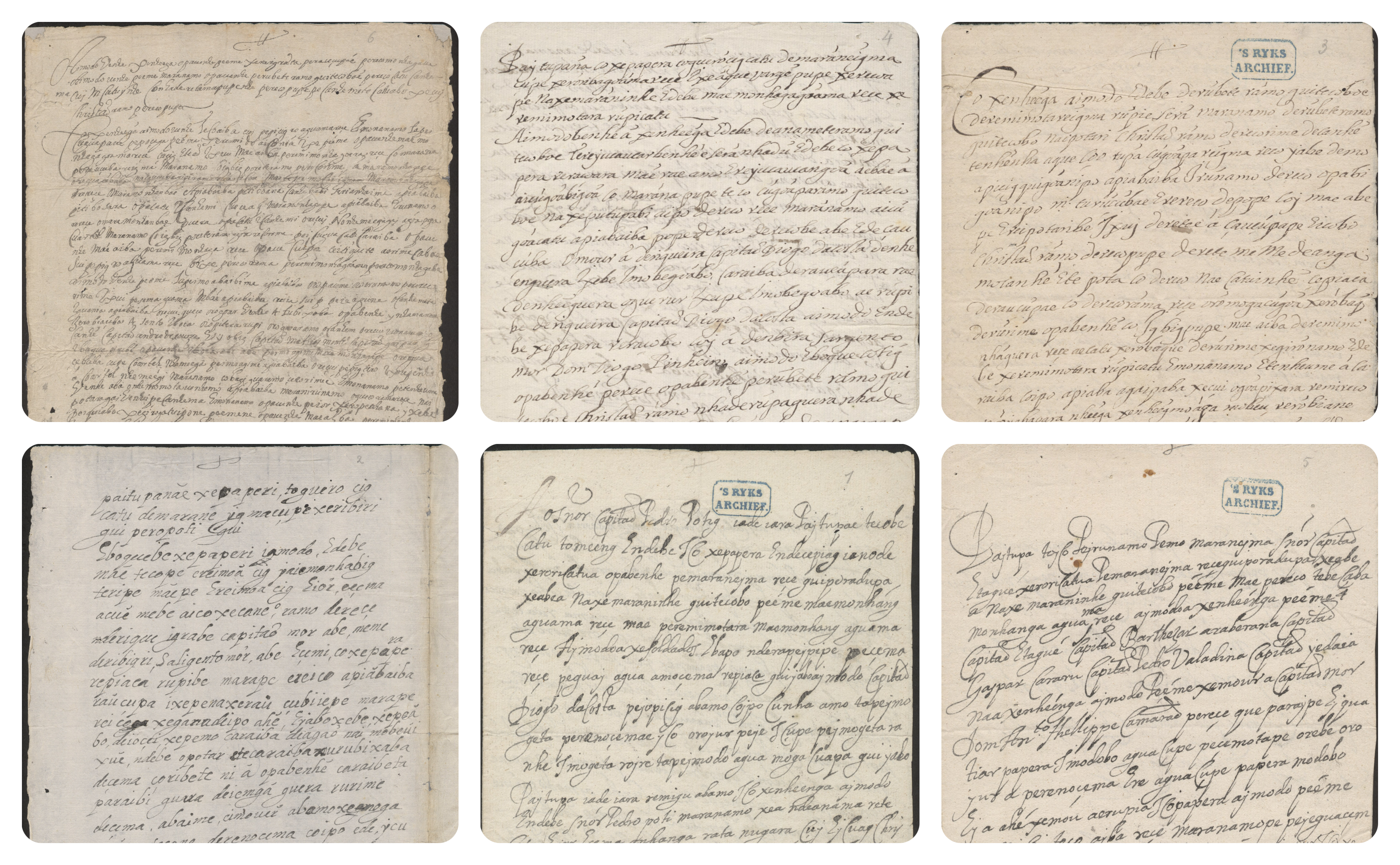
Las seis cartas de los indios Camarão.

Cartas de los indios Camarão (en portugués: cartas dos índios Camarões), también conocidas como Cartas tupis de los indios Camarão (en portugués: cartas tupis dos Camarões), son una serie de seis cartas intercambiadas entre los indios Potiguara  durante 1645, en la primera mitad del siglo XVII, en el contexto de las Invasiones holandesas de Brasil. Son los únicos textos conocidos escritos por indios brasileños hasta la Independencia de Brasil. Las cartas de los indios Camarão son también el único registro de escritura en tupí clásico en Brasil colonial. En la actualidad, la correspondencia se guarda en los archivos de la Biblioteca Real de los Países Bajos, donde se conserva desde hace casi 400 años.
Aunque la correspondencia era conocida desde 1885 y hubo tentativas anteriores de traducción, el desciframiento completo de su contenido sólo fue publicado por primera vez en octubre de 2022 por el filólogo Eduardo de Almeida Navarro, que también la transcribió y comentó.
Más tarde se encontró una séptima carta en el Archivo Nacional, en la ciudad de Río de Janeiro.

## Contexto

Sección de la costa nordeste dominada por los holandeses entre 1630 y 1654.

En 1624, a través de la Compañía de las Indias Occidentales, los holandeses organizaron una invasión del Nordeste brasileño, que no tuvo éxito. Regresaron a Europa junto con algunos nativos, entre ellos Antônio Paraupaba y Pedro Poti, que luego se convirtieron al calvinismo en Europa, donde vivieron cinco años. Ambos fueron educados en holandés.
Cinco años más tarde, en 1630, los holandeses invadieron de nuevo Pernambuco con el fin de establecer una colonia en Brasil. Llegando con más de siete mil hombres y una escuadra de 67 barcos, tuvieron éxito, y en 1640 ya dominaban una parte considerable de la costa nordeste. - Maranhão, Paraíba, Pernambuco, Rio Grande do Norte y Sergipe.  Sin embargo, en 1644 regresó a los Países Bajos el gobernador holandés Johan Maurits de Nassau.  Había conseguido equilibrar las complicadas relaciones entre la Compañía de las Indias Occidentales y los endeudados propietarios de plantaciones de azúcar, y hacer respetar la libertad religiosa.
Así, como consecuencia del constante cobro de deudas, los cañeros comenzaron a proponerse expulsar a los holandeses. También tras la marcha de Mauricio de Nassau, se produjeron conflictos religiosos: En julio de 1645, fieles católicos fueron masacrados por los holandeses en Cunhaú, en la localidad de Canguaretama, y, en octubre, se registró otra matanza, esta vez en Uruaçu. Ese mismo año, comenzó la Insurrección Pernambucana, un movimiento opuesto al dominio holandés y comandado por André Vidal de Negreiros, Henrique Dias y Antônio Filipe Camarão.

## Cartas

En 1630, Henry Cornelius Lonck conquistó Pernambuco en una guerra que dividió a los Potiguaras.

A grandes rasgos, los nativos pro-portugueses pidieron a los que estaban aliados con los holandeses que volvieran al bando lusitano, llamando herejes a los protestantes. Este es el argumento utilizado por Filipe Camarão en su primera carta a Pedro Poti, fechada el 19 de agosto de 1645. También afirma que los holandeses están en "el fuego del Diablo".
Pedro Poti ordenó que se matara al mensajero de tal carta, y su respuesta sólo se conoce a través de los resúmenes holandeses del Pastor Johannes Edwards, porque los portugueses no conservaron las cartas de los indígenas. Se dice que el cacique Pedro Poti criticó enérgicamente a los portugueses, diciendo que no podía pasarse al bando portugués, porque sólo habían perjudicado a su pueblo al esclavizar y asesinar.

No, Philippe, te dejas engañar; es evidente que el plan de los matones portugueses no es otro que apoderarse de este país, para luego asesinarte o esclavizarte tanto a ti como a todos nosotros. Pedro Poti

En general, las cartas revelan insatisfacción por la situación contemporánea de los indios, ya que deseaban que sus parientes se uniesen, dejasen de luchar entre sí y volviesen a vivir según sus antiguas tradiciones. Son esfuerzos desesperados en un intento de salvar a su pueblo de la destrucción. La alteración de su mundo tradicional es notable en las seis misivas.
En sus cartas, Filipe Camarão intentaba apelar al sentimiento de identidad entre los potiguaras. Además, aseguró a Pedro Poti y Antônio Paraupaba que los nativos serían perdonados si se pasaban al bando portugués, pero dijo que si se resistían, serían asesinados, ya que los honores concedidos por los holandeses a los nativos no eran válidos para los portugueses - cuando los europeos eran capturados, no eran asesinados, sino convertidos en prisioneros y utilizados como moneda de cambio.